# Meridiano 130 E
O meridiano 130 E é um meridiano que, partindo do Polo Norte, atravessa o Oceano Ártico, Ásia, Oceano Pacífico, Australásia, Oceano Índico, Oceano Antártico, Antártida e chega ao Polo Sul. Forma um círculo máximo com o Meridiano 50 W.
Começando no Polo Norte, o meridiano 130º Este tem os seguintes cruzamentos:
| País, território ou mar | Notas |
| ----------------------- | --- |
| Oceano Ártico           | |
| Mar de Laptev           | |
| Rússia                  | Iacútia Oblast de Amur |
| China                   | Heilongjiang Jilin |
| Coreia do Norte         | |
| Mar do Japão            | |
| Japão                   | Ilha Kyūshū - províncias de Saga e Nagasaki                                                                                         |
| Mar da China Oriental   | |
| Japão                   | Ilha Amakusa - província de Kumamoto                                                                                                |
| Mar da China Oriental   | Passa a leste das Ilhas Koshikijima, Japão · Passa a leste da ilha Kuroshima, Japão · Passa a oeste da ilha Kuchinoerabujima, Japão |
| Oceano Pacífico         | Passa a leste da ilha Kuchinoshima, Japão                                                                                           |
| Japão                   | Ilha de Kikai - província de Kagoshima                                                                                              |
| Oceano Pacífico         | |
| Mar de Halmahera        | Passa nas ilhas Raja Ampat, Indonésia                                                                                               |
| Indonésia               | Ilha Misool |
| Mar de Ceram            | |
| Indonésia               | Ilha Seram |
| Mar de Banda            | Passa nas Ilhas Banda e Serua, Indonésia                                                                                            |
| Indonésia               | Ilha Dawera |
| Mar de Timor            | Passa a oeste da ilha Bathurst, Território do Norte, Austrália                                                                      |
| Austrália               | Território do Norte Austrália Meridional                                                                                            |
| Oceano Índico           | |
| Oceano Antártico        | |
| Antártida               | Território Antártico Australiano, reclamado pela Austrália                                                                          |